# Milan Babuška

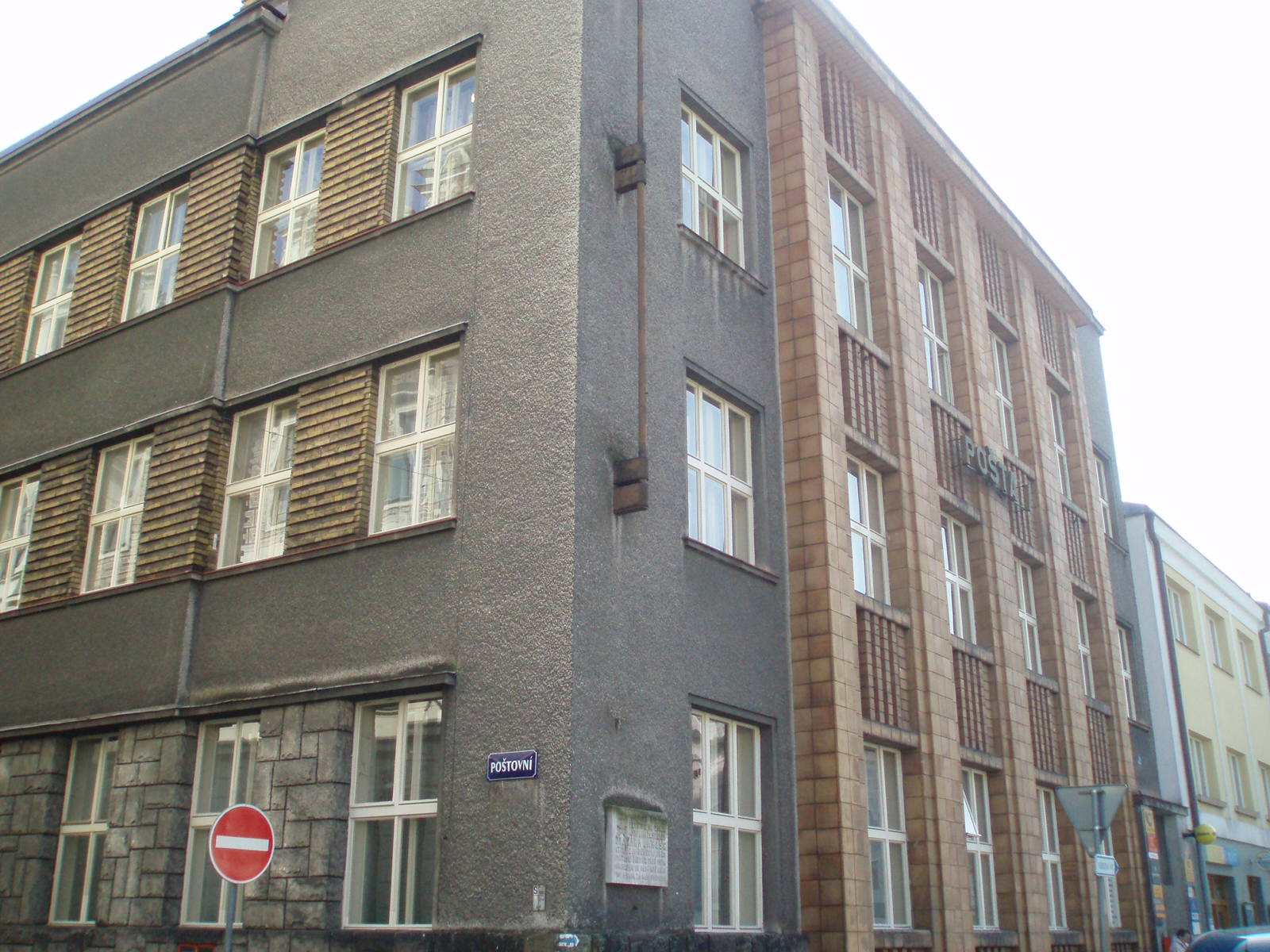
Cihlová budova náchodské pošty od Milana Babušky (1930)

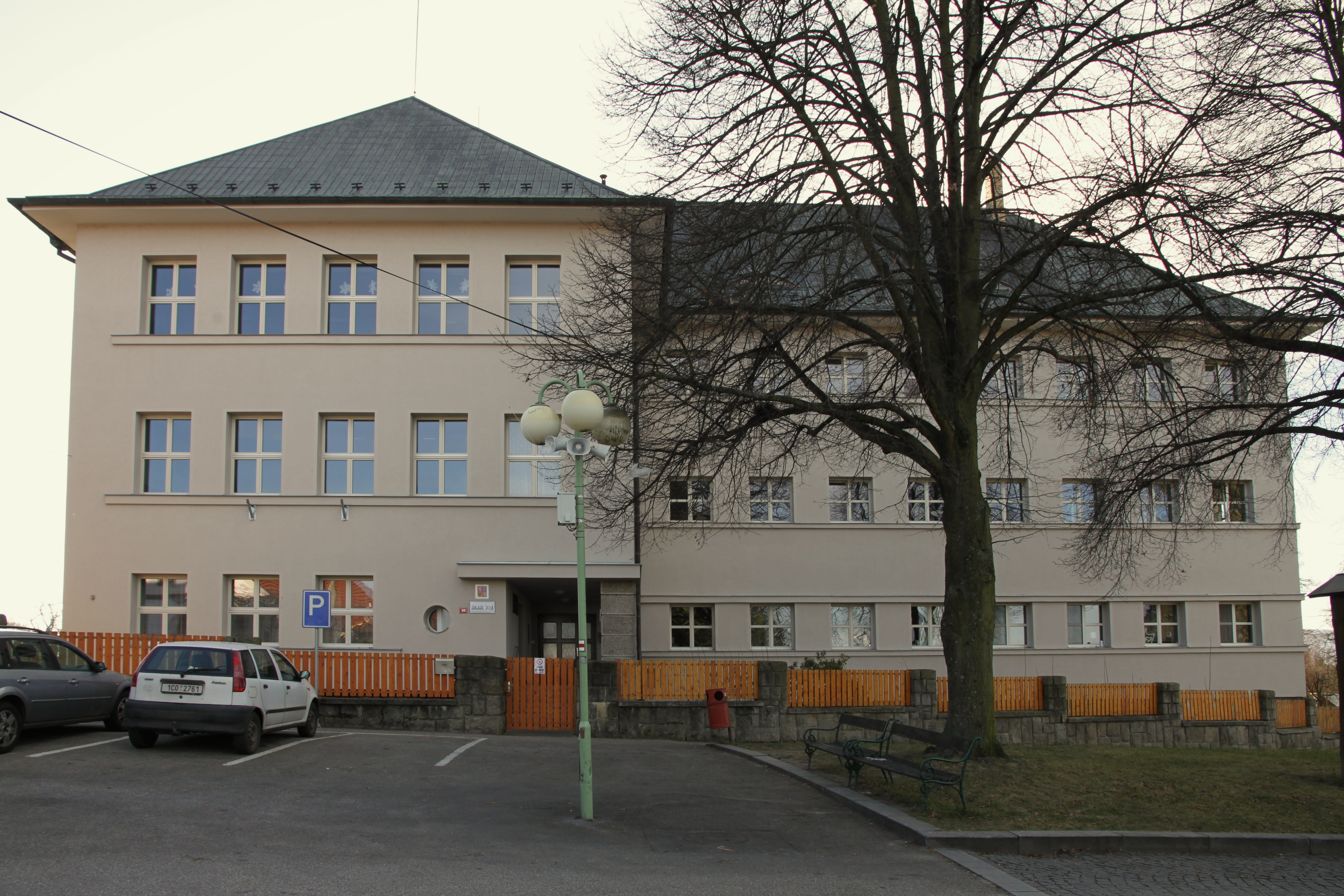
Škola v Nových Hradech – Babuškův projekt z roku 1934

Milan Babuška (20. listopadu 1884 Dubí u Kladna – 17. října 1953 Praha) byl český architekt.

## Život
Dětství prožil v Unhošti, po studiích na rakovnické reálce odešel studovat architekturu na ČVUT (od 1903). Protože byl též mimořádně hudebně nadaný, současně s architekturou studoval hudební konzervatoř, konkrétně hru na housle. Před první světovou válkou krátce pracoval jako architekt, působil rovněž jako hostující dirigent České filharmonie. 
Byl jmenován profesorem na průmyslové škole v Jaroměři a současně s profesurou pracoval jako soukromý projektant. Zúčastnil se několika soutěží, jeho projekt stavby ústavu pro mentálně postižené děti v Chotěboři tehdy zvítězil.
Během první světové války přešel z Jaroměře na pražskou průmyslovou školu stavební, kde působil do roku 1923. Od té doby se Babuška plně věnoval projekční činnosti. Specializoval se především na projekty škol a průmyslových staveb, kterých během svého života uskutečnil přes dvě stovky. Projektoval rovněž lázeňské budovy, z raného období např. v Jáchymově, z pozdějšího např. Masarykův Lázeňský dům ve Velichovkách (výstavba 1923–1926). Poměrně málo projektoval rodinné a obytné domy. Jeho nejznámější a nejvýznamnější uskutečněnou stavbou zůstávají budovy Technického a Národního zemědělského muzea na Letné (1937–1940). V Hradci Králové navrhl budovu sokolovny a vilu čp. 672 ve Střelecké ulici.
V roce 1922 se mu narodil syn Milan a 1926 druhý syn Ivo.

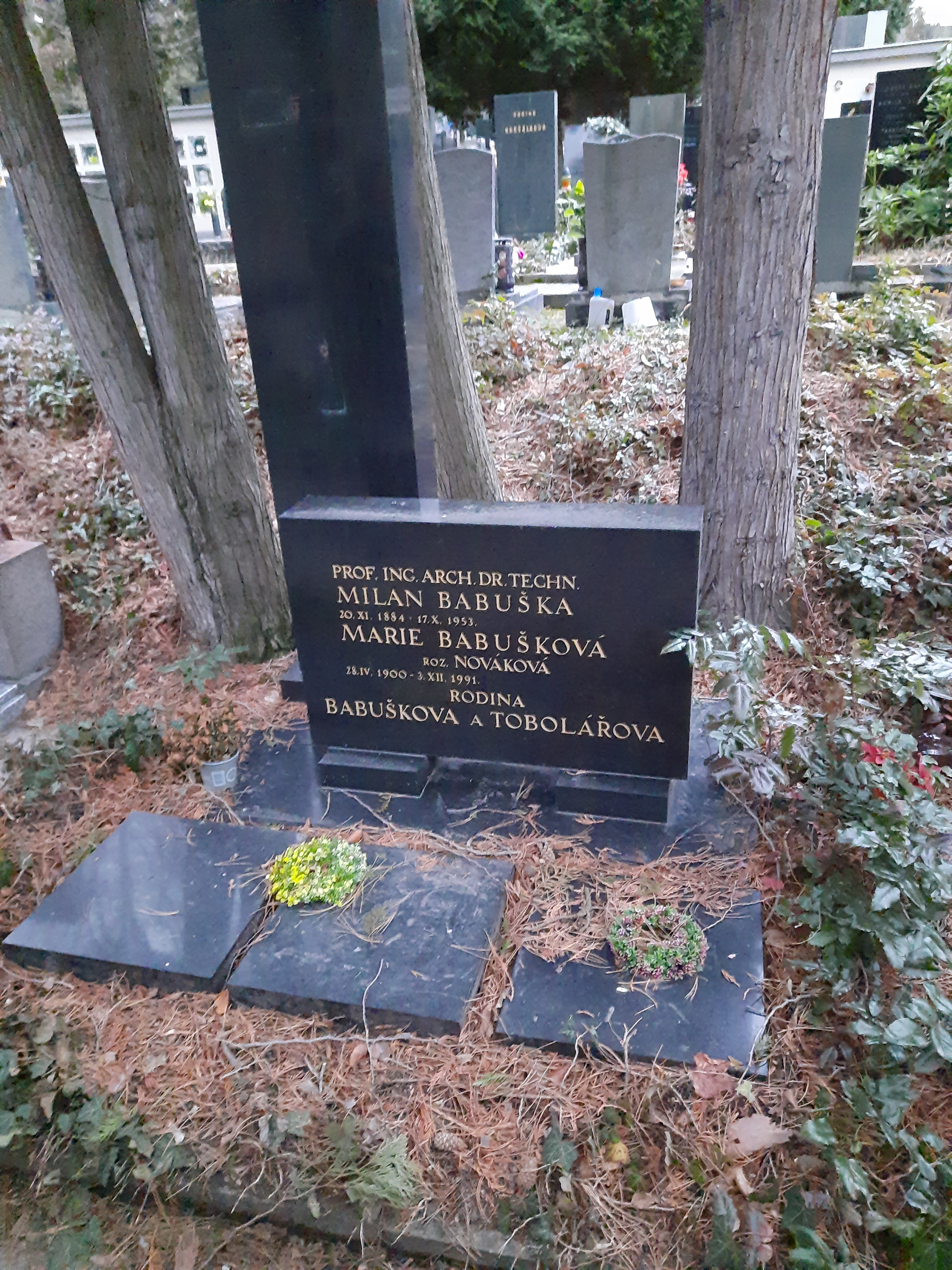
Hrob rodiny Milana Babušky v Urnovém háji Krematoria Strašnice

Zemřel roku 1953 v Praze. Pohřben byl v Urnovém háji strašnického krematoria.